# Amorrei

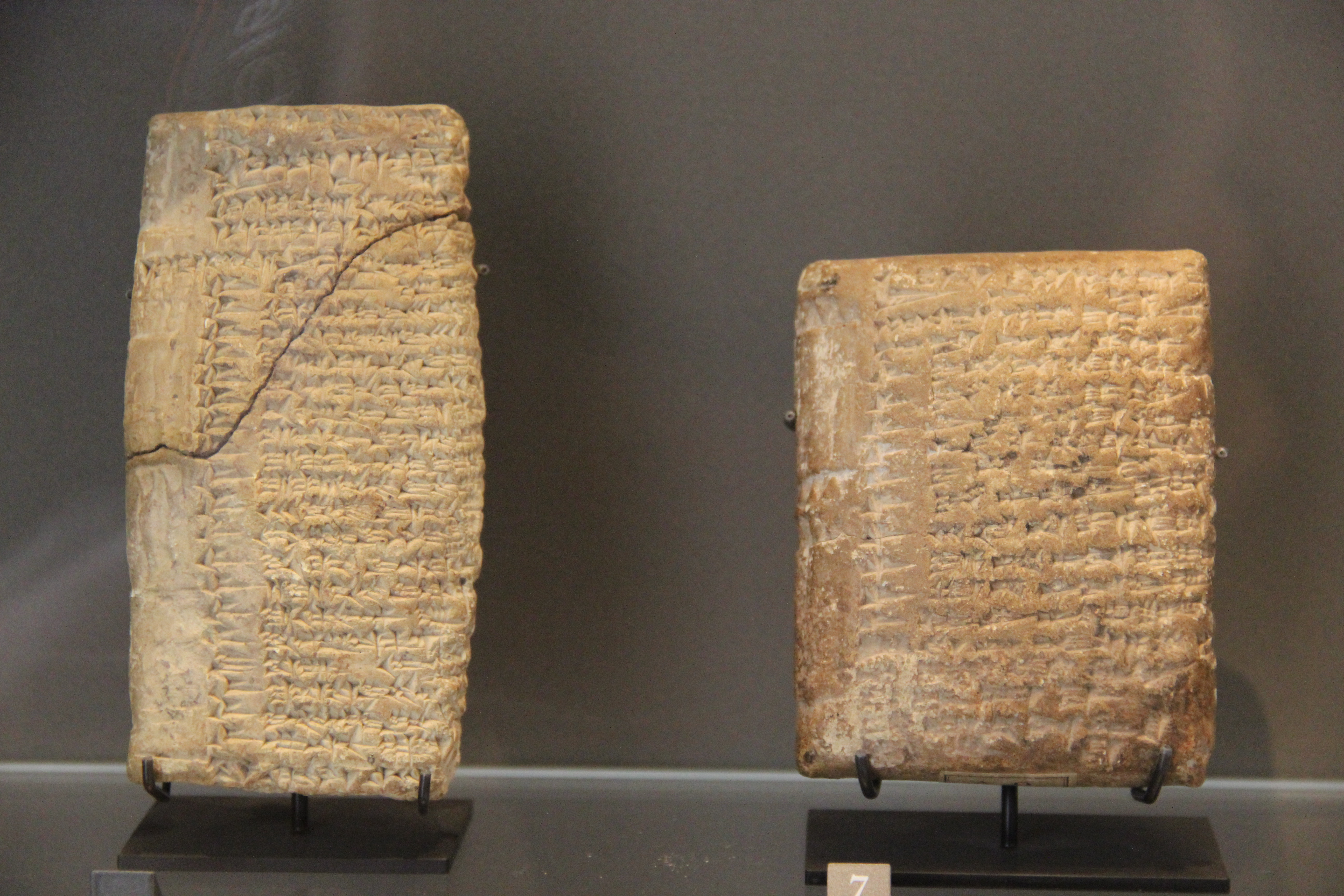
Tavolette provenienti dalla città-stato amorrita di Mari, prima metà del II millennio a.C.

Gli Amorrei (talvolta Amorriti o Amoriti; in accadico: Tidnum o Amurrū(m), che corrisponde al sumero: 𒈥𒌅 MAR.TU, immar.tu o Martu; in egizio: Amar) erano un'antica popolazione di nomadi semitici occidentali, che abitavano da pastori le steppe e che si imposero progressivamente, a partire dalla fine del III millennio a.C., in Levante (dopo il crollo del Regno di Ebla) e successivamente in Mesopotamia (dopo il crollo della terza dinastia di Ur, rispetto al quale gli Amorrei ebbero un ruolo fondamentale).
Il termine MAR.TU apparve in Sumer già nel Periodo Protodinastico ed in Siria (Ebla). Le popolazioni amorree erano in genere percepite come occidentali e si suppone che il loro territorio d'origine fosse l'area intorno al Jebel Bishri. Va precisato che il nome sumerico MAR.TU (Amurru in accadico) era usato dalle popolazioni urbane in modo molto duttile (e insieme ad altri nomi) per indicare genericamente le popolazioni seminomadi che sempre avevano abitato la Mesopotamia (o almeno dalla metà del III millennio a.C., come attestano fonti provenienti da Shuruppak ed Ebla). La denominazione MAR.TU (Amurru) ricorre fin dal tardo III millennio e poi nel II millennio a.C., ma non è chiaro se essa indicasse innanzitutto l'ovest e quindi, poi, le popolazioni percepite come provenienti da occidente o se, viceversa, sia stato il nome di un ipotetico popolo unitario a dare il nome al punto cardinale. Almeno inizialmente, dunque, il nome Amorrei non si riferì ad una specifica popolazione, ma a tutte le genti di costumi seminomadici e con radici occidentali.
La città di Babilonia fu una fondazione amorrea e amorrea fu la Prima dinastia di Babilonia (detta per questo anche Dinastia amorrea).
Gli Amorrei sono inoltre più volte citati nella Bibbia, dove però il termine si riferisce genericamente alle popolazioni siro-palestinesi: è probabile che questo uso sia stato adottato dai redattori dei testi biblici su influenza dell'uso babilonese del VI secolo a.C., che con termini come "Amurru" intendeva genericamente l'Occidente o Khatti. Esso è comunque del tutto anacronistico.

## Fonti coeve
Degli Amorrei v'è traccia già negli archivi di Ebla. Una iscrizione di Naram-Sin (2254-2218), in cui il re accadico commemora una vittoria su una coalizione guidata da Amar-girid di Uruk, Jebel Bishri è indicata come "la montagna degli Amorrei". Un nome di anno di Shar-kali-sharri (2217-2193) menziona uno scontro con gli Amorrei sempre in quell'area. Testi d'archivio degli ultimi due secoli del III millennio a.C. menzionano via via sempre più gli Amorrei.
Gli Amorrei sono citati poi da testi amministrativi di parte sumera (al tempo di Ibbi-Sin, 2028-2004, ultimo re di Ur III), che vedono nei Martu (o Tidnum) una popolazione di barbari e che raffigurano secondo stereotipi. Come attestato dai suoi nomi di anno da 4 a 6, Shu-Sin, quarto re di Ur III, costruì subito a nord di Akkad una muraglia (detta Muriq-Tidnim, 'che tiene i Tidnum a distanza'), in qualche modo simile al cosiddetto "muro del principe" edificato dai faraoni egizi della XII dinastia per contenere i nomadi dell'area siro-palestinese. Esiste poi il dato onomastico, che aiuta a distinguere gli Amorrei, semiti d'Occidente, oltre che dall'elemento sumerico, anche dagli Accadi, semiti d'Oriente. I testi amministrativi e storici delle formazioni "sedentarie" e urbane ritraggono i Martu come popolazione che intratteneva significativi rapporti con la popolazione urbana in veste di pastori o di mercenari; significativo era anche l'apporto di tradizioni artigianali (come nel caso del pugnale martu e la conciatura). I testi storici si soffermano sull'antica vicenda dei rapporti tra tribù pastorali e Stati a base agricola, vicenda narrata in termini unilaterali, che vedono le formazioni statali urbane impegnate in innumerevoli quanto vane spedizioni per scacciare i pastori, analogamente alle fonti coeve del Medio Regno egizio. Il rapporto ostile tra sedentari e nomadi è una costante della storia del Vicino Oriente antico, peraltro talvolta esagerato dalla propaganda: i poli amministrativi esasperavano l'entità delle operazioni di contenimento per fuorviare la propria popolazione sul tema della sicurezza; i documenti amministrativi infatti attestano la piena integrazione dei nomadi nell'economia e soprattutto nella milizia (fino ad essere anche generali d'armata; l'avanzamento sociale degli Amorrei nelle gerarchie passò soprattutto dalla carriera militare). In particolare, le analisi etnografiche supportano l'idea che a sedentarizzarsi fossero soprattutto gli strati più ricchi e quelli più poveri della compagine seminomade: gli allevatori assai ricchi tendevano a tesaurizzare i profitti della propria attività acquistando terra e cambiando stile di vita, mentre i più poveri rinunciavano all'allevamento per vendersi ad esempio come mercenari. Durante il periodo di Ur III, gli Amorrei appaiono con sempre maggiore intensità nei testi e sono riconoscibili o perché esplicitamente indicati come tali o perché amorrea è l'onomastica.
È pur vero che la pressione nomadica si acutizzò alla fine del III millennio, tanto in Egitto, all'inizio del Secondo periodo intermedio, quanto in Mesopotamia, con il crollo di Ur III. Quanto alla Palestina, le città dell'Antico Bronzo III incapparono in un crollo assai rapido e tra questa fase critica e la ripresa dell'urbanizzazione in quest'area, nel Medio Bronzo I, c'è una fase in cui la documentazione archeologica consiste soprattutto di corredi funerari che sembra possibile attribuire a popolazioni nomadi (come nel caso della necropoli di Gerico).
La frammentazione politica che succedette al crollo di Ur III lasciò spazio alla formazione di diverse dinastie amorree, che dichiaravano le proprie radici con orgoglio, probabilmente per via delle antiche rivalità tra le popolazioni sedentarie sumero-accadiche e quelle nomadi amorree. Hammurabi, ad esempio, scelse tra i propri titoli quello di "re degli Amorrei" e suo padre, Sin-muballit, fu l'ultimo re della dinastia a portare un nome accadico. Non solo: durante il regno di Ammisaduqa, quarto successore di Hammurabi, fu redatta una lista di antenati esplicitamente indicati come amorrei. In una analoga lista redatta sotto Shamshi-Adad e ritrovata ad Assur, sono indicati gli stessi antenati amorrei. Per quanto lo stigma che incombeva da secoli sull'identità e la cultura amorrea fosse perpetrato dalla letteratura prodotta in Sumer e Akkad, esso perdeva sempre più di sostanza.
Lo stesso riconoscimento di linee dinastiche legate all'elemento tribale appare come un sintomo della crisi della città-stato mesopotamica.

## Rappresentanti dell'elemento nomadico
Gli Amorrei rappresentano l'affermarsi dell'elemento seminomadico-pastorale rispetto all'elemento cittadino sumerico. Il confronto tra modi di vita dei nomadi e cultura cittadina era già vivo da millenni e aveva prodotto diversi tipi di assestamento. In particolare, nella Mesopotamia meridionale e centrale l'elemento nomadico era stato marginalizzato e la pastorizia era stata organizzata in relazione ai ritmi delle città. I differenti equilibri prodottisi nel Levante non impediranno un arretramento dell'elemento urbano diffusosi con la cosiddetta "seconda urbanizzazione": tale crisi sarà particolarmente vistosa nelle zone ad agricoltura secca, anche se non è chiaro se sia stata prodotta da fattori climatici o da una complessiva insostenibilità economica. In ogni caso, prima in Siria-Palestina, poi in Mesopotamia, si assiste a quella che è stata definita, a motivo della sua pervasività, come vera e propria "amorreizzazione".
Mentre nella Mesopotamia centrale e meridionale (così come sul Nilo) i nomadi erano percepiti come una forza residuale ed esterna, tanto che la prevalente attività agricola aveva contribuito a trasformare l'attività pastorale in senso sedentario o quanto meno a metterla in forte rapporto con l'economia urbana, nell'area siro-palestinese l'ecologia aveva prodotto una meccanica meno definita. Aree montane o di steppa semi-arida non sono in genere adatte ad accogliere sistemi urbani consistenti. La seconda urbanizzazione aveva raggiunto zone ecologicamente difficoltose ed è qui, in queste aree ad ecologia mista, che soprattutto si produsse la crisi della seconda urbanizzazione. Questa fascia va dall'area siro-palestinese all'Alta Mesopotamia ed è detta da Michael Rowton zona dimorfica, cioè zona mista di economia agricola e pastorale.
Così come nella fase di prima urbanizzazione, anche per la seconda urbanizzazione la formazione di Stati a base urbana aveva contribuito alla formazione di confederazioni tribali, di "nazioni" in senso etnologico. Prima della scoperta di Ebla, era lecito pensare che la componente semita occidentale occupasse tutta la fascia siro-palestinese già in età proto-dinastica. Gli archivi eblaiti hanno invece mostrato che nella Siria centro-settentrionale risiedeva una popolazione che parlava una lingua (l'eblaita) diversa tanto dall'accadico quanto dall'amorreo, una lingua assai influenzata dalla tradizione accadica di Kish. Gli Amorrei acquistarono dunque rilevanza politica in Siria solo dopo il crollo di Ebla. L'amorreizzazione della Mesopotamia fu invece successiva al crollo di Ur III.
In sintesi, l'onda amorrea investì inizialmente la Palestina, poi la Siria del nord e l'Alta Mesopotamia, per esaurirsi infine nella Bassa Mesopotamia: qui la struttura stessa dell'impero di Ur determinò il carattere violento dell'impatto. L'onomastica amorrea si diffuse di conseguenza, con un impatto totalizzante in Palestina e più diradato in Bassa Mesopotamia, dove l'onda trovò il proprio esaurimento. Sul piano politico, si formarono nuove dinastie amorree, che si imposero in diverse città siriane e mesopotamiche: di tali nuovi dinasti non bisogna sempre presumere la diretta origine tribale, stante la rilevante assimilazione avvenuta in precedenza. Nel complesso, gli Amorrei si imposero nell'area che era stata di Ebla e della "tradizione di Kish", mentre l'elemento accadico si impose nell'ex area sumerica (cioè Sumer e Akkad o "paese interno"), ma esso era già prevalente sotto Ur III: semplicemente, l'elemento sumero era stato sovrarappresentato dal tradizionalismo ("continuismo") dei re neo-sumerici. Con la penetrazione amorrea, per contraccolpo, l'elemento accadico poté emergere anche al livello scribale, mentre il sumero risultò confinato a lingua cultuale e amministrativa. Nelle parole di Mario Liverani, "alla vecchia simbiosi sumero-accadica si sostituisce la nuova simbiosi accadico-amorrea".

## Religione
Gli Amorrei, popolo a vocazione pastorale e seminomade, adoravano una divinità, Martu, cui avevano attribuito tratti tipicamente pastorali. Un testo in lingua sumera, intitolato Il matrimonio di Martu, ritrae la principale divinità amorrea in termini negativi, riflettendo tutti i pregiudizi delle popolazioni urbane verso i pastori. L'importanza di Martu crebbe comunque in tutto il Periodo paleo-babilonese, al pari della rilevanza politica degli Amorrei. Il dato onomastico rivela comunque che, almeno inizialmente, il culto era riservato ad una divinità chiamata Ila e che fu poi rapida l'assimilazione di divinità desunte dal pantheon siriano (Adad, Dagan, Ishtar e altre).

## Lingua
Della lingua amorrea non rimangono che nomi propri e qualche parola menzionata in testi accadici. In particolare, il dato onomastico rivela una coniugazione mediante il prefisso -ya (ia-ad-kur-AN, yadkur-El, 'El [=Dio] si ricorda'), ben distinguibile da quello accadico in -i, ma anche elementi più strettamente legati all'onomastica, come i suffissi aggettivali in -ānum e nomi-frasi a due elementi con il teoforo in seconda posizione, mentre nella tradizione accadica i nomi-frasi hanno tre elementi ed il teoforo è in prima posizione. Non c'è dubbio, dunque, che fosse una lingua distinta e che avesse una notevole diffusione nelle aree a maggiore presenza amorrea. Quando Yasmah-Addu, figlio di Samsi-Addu, disse al padre di voler apprendere la lingua sumera, questi lo riprese, rimproverandolo di non conoscere l'amorreo, lingua che un re di Mari evidentemente non poteva permettersi di ignorare. Peraltro, Yasmah-Addu era di ascendenza amorrea: il fatto che egli fosse in grado di parlare solo l'accadico dimostra indirettamente quanto fosse stata forte la capacità degli Amorrei seminomadi, una volta giunti al potere, di integrarsi alla cultura urbana. Diversi studiosi sostengono anzi che la diffusione dell'amorreo dopo il crollo di Ur III ebbe un ruolo fondamentale nel tramonto del sumero come lingua parlata.
Amorreo e accadico sono entrambe lingue semitiche e condividono diverse caratteristiche lessicali e sintattiche. L'amorreo, così come l'aramaico, l'ebraico, il fenicio e l'ugaritico, appartiene alle lingue semitiche occidentali, mentre l'accadico alle lingue semitiche orientali.

## Gli Amorrei nellaBibbia

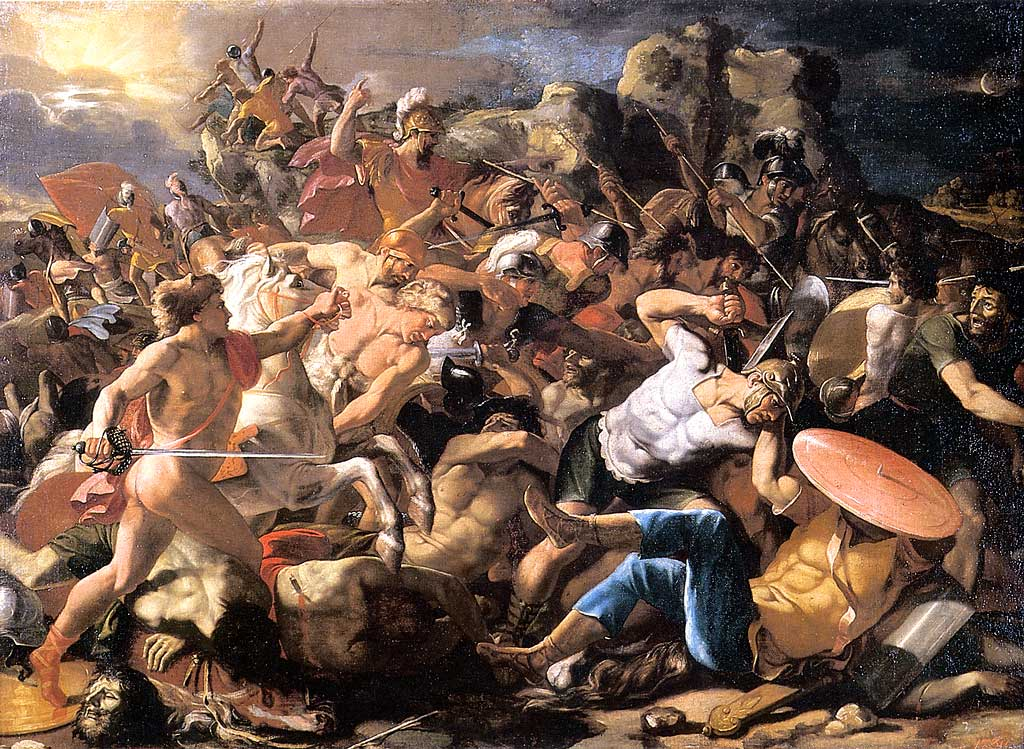
Nicolas Poussin, La battaglia di Giosuè contro gli Amorriti (Mosca, Museo Puškin)

Gli Amorriti, con evidente anacronismo, sono citati in diversi libri biblici (in ebraico אמורים‎?, ’emōrîm o 'aemōrī). Nella Genesi sono descritti come un popolo di montanari discendenti di Canaan. Sempre in questo libro è dato spazio alla loro sconfitta da parte del re elamico Chedorlaomer.
Nel Libro dell'Esodo gli Ebrei di Mosè combattono contro due re amorriti, Silon e il gigantesco Og, riuscendo a sconfiggere e ad uccidere entrambi.
Altri cinque sovrani amorriti, ognuno dei quali a capo di una città, sono infine presenti nel Libro di Giosuè, tra i più agguerriti nemici affrontati dal protagonista, che li sterminerà. Uno di essi, Adonisedech, era il re di Gerusalemme.